# Archie Moore
Archie Moore, pierw. Archibald Lee Wright (ur. 13 grudnia 1913 w Benoit, zm. 9 grudnia 1998 w San Diego) – amerykański bokser, zawodowy mistrz świata kategorii półciężkiej.
Data urodzin Moore’a nie jest pewna. Jego matka twierdziła, że urodził się 13 grudnia 1913 w Benoit, ale on sam podawał datę 13 grudnia 1916 w Collinsville w stanie Illinois. Jako młody człowiek miał kłopoty z prawem i został umieszczony w domu poprawczym za próbę kradzieży.
Rozpoczął karierę zawodowego boksera w 1935. Spotykał się z wieloma znanymi bokserami. W 1939 pokonał go Teddy Yarosz, a 1941 Moore zremisował z Eddiem Bookerem. Po tej walce musiał przerwać zawodowe uprawianie boksu, ponieważ miał kłopoty ze zdrowiem (wrzody żołądka). Podjął karierę w 1942. Wygrał w tym roku z Jackiem Chase'em i ponownie zremisował z Bookerem. W 1943 dwukrotnie wygrał i raz przegrał z  Chase'em. W następnym roku pokonali go Charlie Burley i Booker, ale wygrał pozostałych siedem walk. W 1945 po wygraniu 8 walk zmierzył się z Jimmym Bivinsem, który go znokautował w 6. rundzie. W tym samym roku Moore wygrał z Cocoa Kidem oraz przegrał i wygrał z Holmanem Williamsem.
W 1946 stoczył 8 walk, wygrywając 5 i remisując jedną (pokonał go przyszły mistrz świata wagi ciężkiej Ezzard Charles). W następnym roku wygrał 7 walk przy 1 porażce (ponownie z Charlesem). W 1948 walczył 14 razy, 10 razy zwyciężając i 4 razy przegrywając (w tym po raz kolejny z Charlesem). Na 13 walk w 1949 wygrał 12 (w tym z Haroldem Johnsonem i Jimmym Bivinsem). W 1950 stoczył tylko dwie walki, ale w 1951 aż 18, tylko 1 przegrywając i 1 remisując. Znokautował w rym roku Santiago Lovella w 1. rundzie oraz Bivinsa, a także ponownie wygrał oraz przegrał z Haroldem Johnsonem.
Na początku 1952 pokonał w ich czwartej walce Johnsona, a po wygraniu kolejnych czterech walk uzyskał po raz pierwszy szansę walki o tytuł mistrza świata. Miał wówczas 39 lat. 17 grudnia 1952 w Saint Louis pokonał na punkty Joeya Maxima i został nowym mistrzem świata w kategorii półciężkiej. W następnych dwóch latach Moore był niepokonany. W 1953 najpierw stoczył 6 walk towarzyskich w wadze ciężkiej (w tym z wysoko notowanym Kubańczykiem Niño Valdésem), a następnie wygrał na punkty 24 czerwca w Ogden walkę rewanżową o tytuł z Maximem. W 1954 dwukrotnie skutecznie walczył w obronie pasa: najpierw po raz trzeci wygrał na punkty z Maximem 27 stycznia w Miami, a 11 sierpnia w Madison Square Garden w Nowym Jorku zmierzył się po raz piąty (ale po raz pierwszy w walce o tytuł mistrza świata) z Haroldem Johnsonem. Moore przegrywał do początku 14. rundy (w 10. rundzie był nawet na deskach), ale w przedostatniej rundzie zaatakował i zwyciężył przez techniczny nokaut. Moore pokonał również w tym roku liczącego się boksera wagi ciężkiej Boba Bakera.
Moore stoczył tylko trzy walki w 1955. Najpierw ponownie pokonał Niño Valdésa 5 maja w Las Vegas (walka ta była uznana przez stan Nevada za pojedynek o tytuł mistrza świata wagi ciężkiej), następnie obronił tytuł w wadze półciężkiej nokautując w 3. rundzie 22 czerwca w Nowym Jorku ówczesnego mistrza świata kategorii średniej Bobo Olsona, a 21 września na Yankee Stadium w Nowym Jorku spróbował odebrać tytuł mistrza świata w wadze ciężkiej Rocky’emu Marciano. Moore rozpoczął bardzo dobrze, powalając Marciano w 2. rundzie (był to drugi nokdaun w karierze Marciano), ale od 6. rundy champion przejął kontrolę, powalając Moore’a dwukrotnie w tej rundzie, raz w ósmej, a wreszcie nokautując w dziewiątej. Była to, jak się okazało, ostatnia walka Marciano, który wycofał się niepokonany. W 1956 Moore najpierw wygrał 8 walk towarzyskich w wadze ciężkiej, potem pokonał w obronie tytułu w wadze półciężkiej Yolande Pompeya przez techniczny nokaut w 10. rundzie 5 czerwca w Londynie.
Do walki o pozostawiony przez Marciano tytuł mistrza świata wagi ciężkiej zostali wyznaczeni Moore i Floyd Patterson. 30 listopada 1956 w Chicago Patterson znokautował Moore’a w 5. rundzie, zostając w wieku 21 lat najmłodszym mistrzem świata wagi ciężkiej (do czasu Mike’a Tysona). Moore obronił tytuł w wadze półciężkiej wygrywając przez nokaut w 7. rundzie z Tonym Anthonym 20 września 1957 w Los Angeles. W tym samym roku Moore pokonał jeszcze Eddiego Cottona i Rogera Rischera. 
Następna walka Moore’a w obronie pasa mistrza świata miała dramatyczny przebieg. Odbyła się 10 grudnia 1958 w Montrealu Challengerem był Yvon Durelle, który w 1. rundzie trzykrotnie powalił Moore’a na deski, a po raz kolejny uczynił to w 5. rundzie. Doświadczenie Moore’a doszło jednak do głosu. Stopniowo przejmował inicjatywę, by w 10. rundzie powalić Durelle’a, a 11. rundzie go znokautować. W walce rewanżowej Moore nie dał się zaskoczyć i 12 sierpnia 1959 w Montrealu znokautował Durelle’a w 3. rundzie.
25 października 1960 National Boxing Association pozbawiła Moore’a tytułu mistrza świata za brak walki w jego obronie przez ponad rok. Ciągle był jednak uważany za mistrza przez New York State Athletic Commission (NYSAC) i pomniejsze organizacje. 29 października tego roku niepodziewanie przegrał na punkty z Giulio Rinaldim. W walce między tymi zawodnikami o tytuł mistrza świata uznawany przez NYSAC 10 czerwca 1961 w Madison Square Garden w Nowym Jorku Moore był jednak górą i zwyciężył na punkty. 21 października tego pokonał Pete’a Rademachera przez TKO w 6. rundzie. 
W lutym 1962 NYSAC i inne komisje bokserskie wycofały uznanie dla Moore’a jako mistrza świata. Swych ostatnich kilka walk stoczył on w wadze ciężkiej. 28 maja tego roku zremisował z Williem Pastrano, a 15 listopada 1962 zmierzył się z Cassiusem Clayem, lepiej znanym pod późniejszym nazwiskiem Muhammad Ali. Młodszy o 27 lat Clay wygrał przez TKO w 4. rundzie. Później Moore stoczył tylko jedną walkę, wygrywając 15 marca 1963 przez TKO w 3. rundzie z Mikiem DiBiase, znanym bardziej jako wrestler.
Archie Moore zyskał przez wiele lat ogromną popularność. Już w trakcie kariery bokserskiej pojawiał się w filmach (zagrał zbiegłego niewolnika Jima w filmowej adaptacji z 1960 książki Przygody Hucka Marka Twaina). Później wystąpił m.in. w Przełęczy Złamanych Serc z 1975.
Został wybrany w 1990 do Międzynarodowej Bokserskiej Galerii Sławy.
Był jedynym bokserem, który walczył zarówno z Rockym Marciano, jak i z Muhammadem Alim. Spotykał się w ringu z mistrzami olimpijskimi z 1932 (Santiago Lovell), 1956 (Pete Rademacher) i 1960 (Muhammad Ali), przegrywając tylko z tym ostatnim.